# Vilaine (film)
Vilaine je francouzský hraný film z roku 2008, který režírovali Jean-Patrick Benes a Allan Mauduit podle vlastního scénáře. Snímek měl premiéru ve Francii dne 12. listopadu 2008.

## Děj
Mélanie je mladá, nepříliš pohledná dívka, která pracuje na benzínové pumpě. Její okolí, včetně sousedky Stanpinski, její matky, jejího šéfa Richarda i obyvatelé domova důchodců její babičky ji využívají. Mélanie  s na seznamce píše s tajemným chlapcem, který jí zanechává romantické zprávy. Ale je to jen zvrácený vtip její sestřenice Aurore, krásné mladé ženy, kterou zbožňuje mechanik Jonathan. Aurore, se svými kamarádkami Blandine a Jessicou, se baví na účet Melanie, když jí dávají rady ohledně jejího falešného nápadníka.
Melanie si posléze uvědomí podvod. Rozhodne se obrátit situaci. Nejprve utrápí sousedce psa. Snaží se vzepřít svému šéfovi vzepřít, ale zpočátku marně.
Její šéf ji chce vyhodit, aby si mohl najmout hezčí obsluhu. Mélanie přiláká inspektorát práce. Mélanie si práci udrží a nyní diktuje své podmínky svému zaměstnavateli. Radí Innocentovi, nelegálnímu africkému uklízeči, kterého její šéf nelegálně zaměstnává, aby požádal o legalizaci svého pobytu. Naivní Jessice poradí, aby zkusila štěstí v Paříži, kde pak vystupuje v televizních soutěžích, většinou ke škodolibému pobavení obyvatel jejich rodného města. Blandine mezitím začne provozovat obchod s porcelánem a s pomocí svého otce, starosty města, plánuje vystěhovat důchodce (včetně Mélaniiny babičky), aby získali jejich budovu a přeměnili ji na muzeum porcelánu.
Blandine uloží veškerý svůj porcelán na bezpečné místo ve skladu. Bohužel pro ni, téhož večera do skladu vtrhne rozzuřený slon uprchlý ze zoo. Městská policie dorazí příliš pozdě, aby tragédii zabránila. Sbírka porcelánu je zničena a vystěhování důchodců.
Mélanie ale nadále dostává dárky a milostné dopisy a zjišťuje, že je posílá Innocent. Zamiluje se do něho, ale dozví se, že byl zatčen policií po udání Aurore. Mezi Aurore a Mélanie vypukne rvačka.
Mélanie dorazí na letiště, ze kterého má být Innocent deportován do své země. Ve snaze této deportaci všemi prostředky zabránit ho obviní z napadení a ublížení na zdraví způsobeného Aurore. Innocent je zatčen a deportace odložena. V policejní dodávce se s Mélanie konečně obejmou.

## Obsazení
| Marilou Berry                | Mélanie Lupin                                        |
| Frédérique Belová            | Aurore Caillé, sestřenice Mélanie                    |
| Pierre-François Martin-Laval | Richard Martinez, vedoucí čerpací stanice            |
| Joséphine de Meaux           | Blandine Ducharnois, kamarádka Aurore                |
| Liliane Rovère               | babička Mélanie                                      |
| Alice Pol                    | Jessica, kamarádka Aurore a Blandine                 |
| Thomas Ngijol                | Innocent, zaměstnanec bez dokladů na čerpací stanici |
| Chantal Lauby                | matka Mélanie                                        |
| Gil Alma                     | Jonathan, automechanik na čerpací stanici            |
| Jean-Claude Dreyfus          | vypravěč                                             |
| Éric Laugérias               | policista                                            |
| Emmanuel Garijo              | muž s pistolí na gumové projektily                   |
| Joël Pyrène                  | ironický zákazník                                    |

## Ocenění
- Francouzské filmové trofeje: Trofej za filmový debut
- César: nominace v kategorii nejslibnější herečka (Marilou Berry)
- Filmový festival Agde – Les Hérault: nominace na nejlepší celovečerní film